# ダッジ・ラムバン
ラム・バン (Ram Van) は、アメリカの大手自動車メーカークライスラーがダッジブランドで生産していたフルサイズバンである。
当初は貨物バンがダッジ・トレーズマン、乗用ワゴンがダッジ・スポーツマンとして販売されていたが、1980年に「Bシリーズ」としてラインアップに整理されたあと、ピックアップモデルの「ダッジ・ラム」のラインアップに統合され「ダッジ・ラム・バン」となった。Bシリーズ、または単に「ダッジ・バン」とも呼ばれる。

## 概要
クライスラーは小型バンであった「ダッジ・A100」の後継モデルとして、クライスラー・Bプラットフォームをベースとしたバンを開発した。これらは1970年にバンのトレーズマン、ワゴンのスポーツマンとして販売が開始された。
その後「Bシリーズ」として一本化された後に、1980年にはピックアップモデルの「ダッジ・ラム」のラインアップに整理され、貨物モデルの「トレーズマン」は「ダッジ・ラム・バン」へ、乗用モデルの「スポーツマン」は「ダッジ・ラム・ワゴン」へと名称を変更した。
貨物モデルについてはボディの後部側面の一方にドアや窓を設けず丸ごと溶接して強度を上げた「ユニフォーム」と呼ばれるデザインを採用しており、競合他車と比べ重量、強度の点で有利となっていた。また使い勝手を考慮して側面、背面に観音開きのドアを採用していた。これにより北米市場ではヒットを飛ばし、1970年代において一般的な貨物バンの代名詞ともいえる存在となった。
1979年に最初のモデルチェンジを行い、従来曲面を帯びていたフェイス部は1980年代初頭において北米市場でトレンドであった角ばったグリル、ライトが採用され、ピックアップモデルに近しいフェイスデザインとなった。その際にインテリアなども近代的に一新されている。
販売開始から24年経過した1994年、ラムバンは2度目のモデルチェンジを実施し、ドライブトレーンを更新したほか、再び丸みを帯びたフェイスとなった。
またミニバンである「ダッジ・キャラバン」がヒットして以降、ラインナップとしては設定されていたものの乗用モデルの役割を同車に譲り、ラムはフルサイズバンとしての性格を強めていった。これによりクライスラーは北米のワゴン市場において多大なシェアを確保した。また、キャラバンでは当車にあやかったグレード「ミニ・ラムバン」が存在した。
エンジン、ボディサイズは多様で、全長4.9mのショート、5.35mのミディアム、5.9mのマキシロングの3種を基本とし、最終モデルにはオプションで250hpを発生する強力な5.9L V8の「マグナム･エンジン」やCNGを採用したモデルもラインナップされていた。
基本的には225hpの5.2L V8マグナムエンジンが主流である。
日本においては道路事情上、ショートボディが1番人気で多く流通しており、程度の良いミディアムボディは近年希少になってきている。マキシロングはほとんど流通していない。
ゼネラルモーターズやフォード・モーターの競合モデルが3世代程モデルチェンジしたのに対して、ラムは1970年に販売されて以降、ピックアップトラックのダッジ・ラムに合わせて前後のフェイスリフトを行っていたほかは、エンジンなどのドライブトレーンの変更はあったものの、基本的な構造はほとんど変えずに2003年まで販売が継続された。これは北米市場の自動車市場において、単独モデル最長寿を誇っていた。
ラムバンの販売終了後、後継モデルは開発されずダイムラーより「メルセデス・ベンツ スプリンター」のOEM供給を受け「ダッジ・スプリンター」として販売している。

## ストリート・バン
1970年代、北米ではカスタムカルチャーとして貨物バンの改造が流行していた（所謂バニングの源流）。これにより当時ラムはカスタム素材としても人気を博していた。
ダッジの営業陣はこの流行に目をつけ、ラムのメーカーオプションとしてアフターマーケット製品に見られるような様々なパーツをリリースした。また、新車時よりこれらのパーツを盛り込んだ「ストリート・バン・パッケージ」をラインナップに設定した。